# Jardín Botánico Tegarayama de Ciudad Himeji
El Jardín Botánico Tegarayama de Ciudad Himeji en japonés: 姫路市立手柄山温室植物園 (Himeji Shiritsu Tegarayama Onshitsu Shokubutsuen), también conocido como Casa Verde Himeji Tegarayama, es un jardín botánico e invernaderos dependiente de la prefectura de Hyogo, que se encuentra en la ciudad de Himeji, Japón. 
Es miembro del BGCI, participa en programas de la Agenda Internacional para la Conservación en los Jardines Botánicos. Su símbolo es la orquídea Habenaria radiata. 

## Localización y horario
Este jardín botánico se encuentra ubicado en un gran  Invernadero en el "Parque Central Tegarayama".
Himeji City Tegarayama Botanical Garden 93 Tegara Himeji, pref. Hyogo 670-0972 Japón
Planos y vistas satelitales34°49′8.4″N 134°40′31.44″E / 34.819000, 134.6754000
Abren diariamente excepto los jueves y hay que pagar una tarifa de entrada. 

## Historia

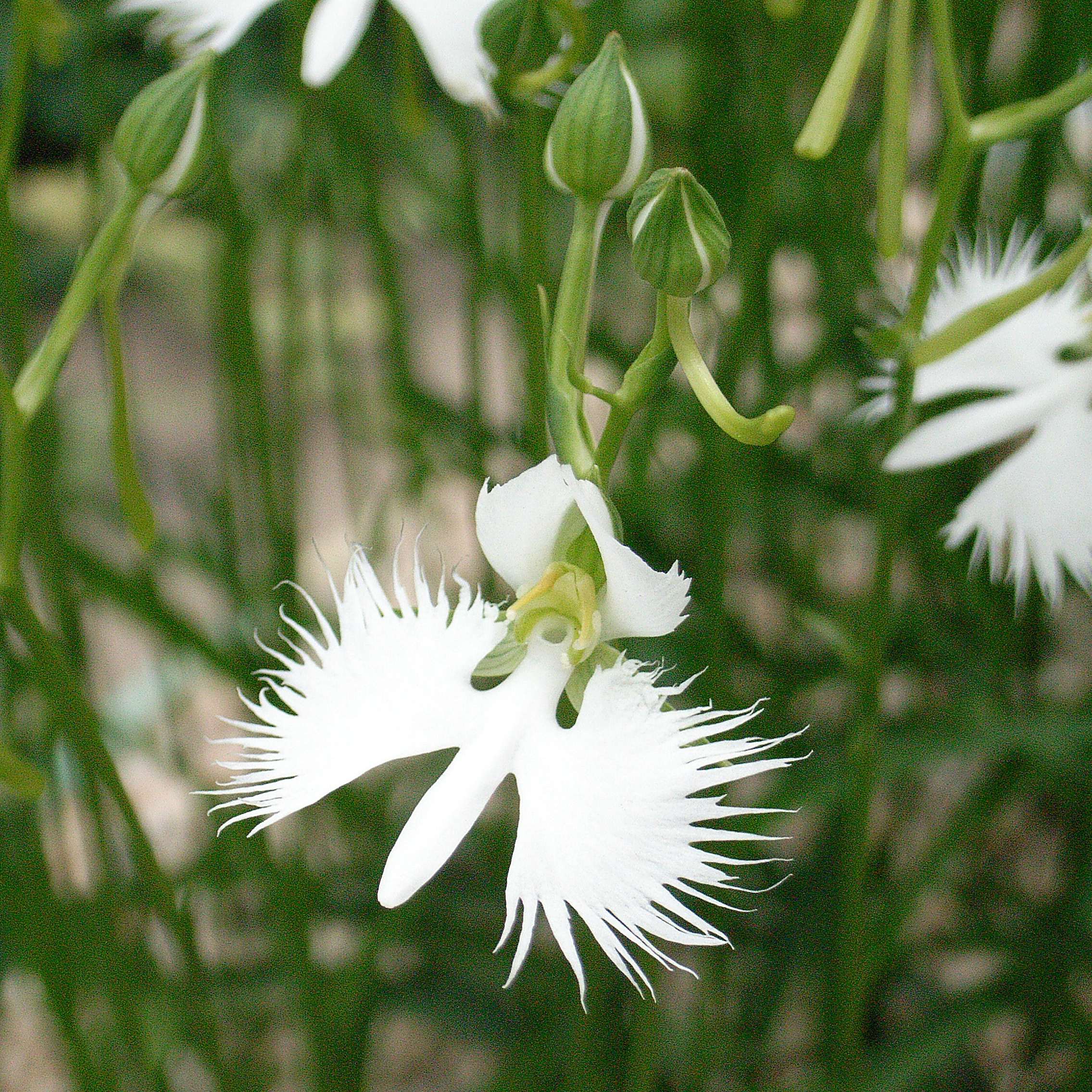
La orquídea Habenaria radiata, emblema del jardín botánico de Tegarayama.

Este jardín botánico tiene como fecha de apertura al público el 2 de mayo de 1980.
La flor insignia del botánico es la "orquídea Egret", Habenaria radiata llamada en japonés Sagi-sou que además es la flor oficial de la ciudad de Himeji. 
De este modo el diseño del logotipo de la flor se puede encontrar en la fachada del Ayuntamiento, e incluso en las tapas de las alcantarillas que hay por toda la ciudad.
El castillo de Himeji se llama castillo del 'Egret' debido a su forma y pared de mortero de color blanco. Se puede ver el castillo de Himeji en la página inicial de internet de la sociedad de la orquídea de Himeji.

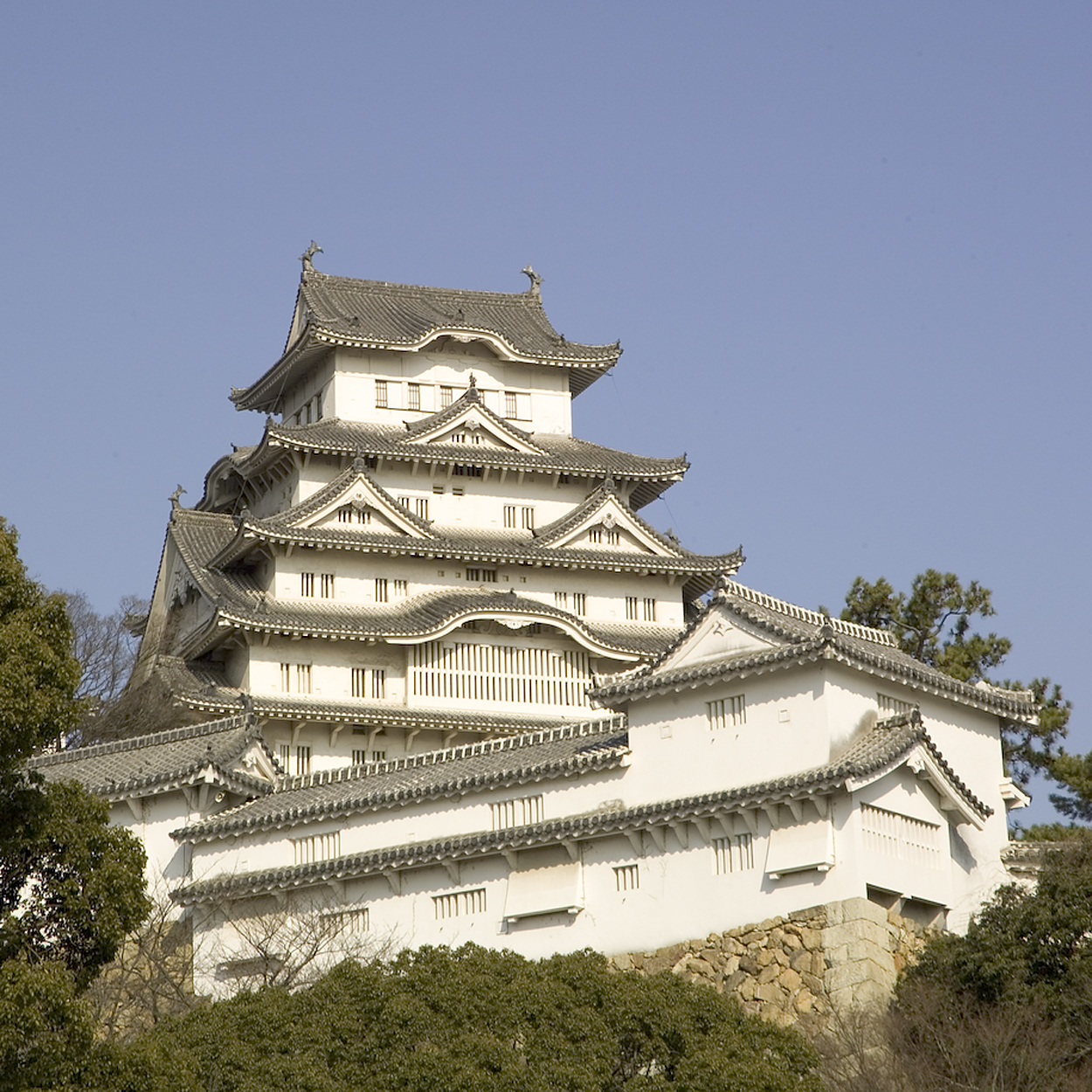
Al castillo de Himeji se lo denomina como castillo del "Egret".

## Colecciones
El jardín botánico Tegarayama es un jardín de invernaderos siendo uno de ellos de enormes proporciones, y varios invernaderos de cultivo, 
Entre las colecciones que albergan los invernaderos "casa verde" :
- El gran invernadero con colecciones de plantas de la familia del Arecaceae, plantas tropicales, árboles frutales tropicales,  orquídeas, colección de plantas carnívoras, con Dionaea muscipula, Cephalotus, ...
- En el pequeño invernadero, colección de Cactus y plantas suculentas, incluidos Kroenleinia grusonii y Pachypodium geayi
- Colección de orquídeas e invernadero de cultivo de Habenaria radiata,
- Colección de Hibiscus
- Alpinum, alberga plantas australianas de las clases Grevillea, Banksiia, Callistemon así como de las plantas alpinas japonesas de formas extrañas.
- Jardín de plantas aromáticas, con salvias, lavandas, tomillos…
- En el vestíbulo de exposiciones, presentaciones según la temporada, de colecciones de saintpaulias, begonias y de orquídeas.
- Terraza panorámica en madera desde la cual se pueden admirar la ciudad de Himeji y, en particular, su espléndido castillo.

Varias ferias de orquídeas se llevan a cabo aquí en la casa verde de Tagarayama.  